# Speleologija
Speleologija je skup aktivnosti kojima je cilj istraživanje (okriće) špilja ili spilja, jama i drugih podzemnih krških fenomena (u nekrškim stijenama se upotrebljava termin vulkanospeleologija). Riječ speleologija dolazi od starogrčke riječi spelaion koja označava prirodnu podzemnu šupljinu.
Primarni cilj speleološkog istraživanja je izrada speleološkog nacrta istraženih dijelova špilje ili jame na temelju mjerenja dimenzija i pružanja špiljskih kanala, te dokumentacija opaženih geoloških, morfoloških i hidroloških tj.hidrogeoloških, fizikalnih i drugih svojstava. Ponekad se unutar speleoloških objekata rade biološka, arheološka ili paleontološka opažanja i iskapanja. Složenost špilja i jama zahtijeva posebne speleološke tehnike i obučenost timova speleologa, te se u dubokim jamama i složenim špiljama aktivnost speleologa može opisati nekom vrstom podzemnog alpinizma. U tom smislu, dio speleoloških aktivnosti se poput alpinizma može smatrati sportskom djelatnošću. Stručno i znanstveno istraživanje u speleologiji obuhvaća proučavanje procesa okršavanja (nastanka špilja i jama), podzemne hidrologije tj. hidrogeologije krša, te bogate špiljske faune (koja je zbog izoliranih uvjeta izuzetno zanimljiva, te je često endem pojedinog područja).

## Speleološka istraživanja (otkrića) u Hrvatskoj
Speleološka istraživanja (otkrića) u Hrvatskoj imaju dugu povijest. Na temelju tragova vatrišta i materijalne kulture ustanovljen je boravak pračovjeka (Homo erectus) u špilji Šandalji kraj Pule prije oko 900.000 godina (istraživanja akad. Mirka Maleza). Prvi pisani podatak o hrvatskoj špilji datira iz 1096. godine - crkveni spis u kojem se spominje Špilja u zaljevu Željina na otoku Ugljanu. Prvo znanstveno djelo o špiljskim pojavama napisao je dubrovački filozof Nikola Gučetić 1584. godine, proučavajući špilju Šipun u Cavtatu i špilju Vjetrenicu na Popovom polju. Istraživači koji su obilježili istraživanja u razdoblju od 17. do 19. stoljeća bili su: Janez Vajkard Valvasor, Luigi Ferdinando Marsigli, Alberto Fortis, Ivan Lovrić, Baltazar Hacquet, Julije Fras, Stjepan Mlinarić, Eugen von Ransonnet, Miho Jeronim Granić, Đuro Pilar, Spiridion Brusina, Mijo Kišpatić i Dragutin Hirc.

Organizirana speleološka djelatnost u Hrvatskoj počela je 1886. godine. U ličkim novinama «Ličanin», koje su izlazile u Gospiću, 14. prosinca 1886. objavljena je vijest da je osnovan Odbor za prikupljanje novčane pomoći radi uređenja špilje Samograd u Perušiću. Nažalost, imena ljudi u tom odboru sada nisu poznata, ali je dobro poznat rezultat njihovog rada. Svega dvije i pol godine poslije, točnije 6. kolovoza 1889. u novinama «Obzor», koje su izlazile u Zagrebu, objavljena je vijest pod naslovom «Uređena špilja». Nepoznati je autor napisao: 

U špilju su ljudi ulazili i ranije, vojnici Vojne krajine održavali su je prohodnom radi korištenja pitke vode (potpisi iz 1835. godine), posjetio ju je i prirodoslovac Dragutin Hirc 1875. i pisao o njoj. Kroz špilju je bio uređen put, a kako kaže D. Hirc: 
 Međutim, prilaz do ulaza bio je do tada otežan, jer se nalazi u dubokoj vrtači strmih stranica. Očito je da je uz prilaz špilji tada bio uređen i put kroz špilju. Na stijenama između prvog mosta u špilji i najnižeg dijela špilje nalazi se više raznih natpisa, neki slabo vidljivi. Jedan od njih može se lako pročitati «Vladimir Vranić i Ivan Domazet 1888». Moguće je da su to imena ljudi koji su uređivali špilju, možda čak i članovi spomenutog Odbora.
Napis u «Obzoru» od 6. kolovoza 1889. najstarija je novinska vijest da je neka špilja u Hrvatskoj uređena i otvorena za turističko posjećivanje, a za to je zaslužan spomenuti Odbor, osnovan još 1886. Odbor je bila, dakle, prva udruga u Hrvatskoj organizirana za određenu speleološku djelatnost.
Tri godine poslije, tj. 20. veljače 1892. u Ogulinu je, na inicijativu geologa Mije Kišpatića, osnovan «Odbor za uređenje Baraćevih špilja». U tim je špiljama, Gornjoj i Donjoj, još 1883. i 1884. Mijo Kišpatić obavljao paleontološka i arheološka istraživanja. Odbor je brojio 14 osoba, od kojih su danas poznata imena devetorice. Još iste godine, Odbor je osposobio špilje za posjećivanje i 14. kolooza 1892. upriličio otvorenje. Nije poznato na koji način je obznanjeno otvorenje, ali se zna da su neke osobe dobile posebne pozivnice. Iz jedne takve pozivnice se saznaje da je uređena Baraćeva špilja, da će na otvorenju pjevati Pjevačko društvo Lovor, i da će za pozvane goste pred špiljom biti upriličen zajutrak a u Rakovici doručak. Nažalost, iz tog doba nema pisanih podataka kako je prošlo samo otvorenje i šta je dalje bilo s Odborom. Prvi tekst o Baraćevim špiljama nakon njihovog otvorenja objavljen je 6 godina poslije, tek 4. kolovoza 1898. Jaroslav Sugh objavio je u novinama «Obzor» tekst «Izlet u Baraćeve špilje». Poslije, početkom 20. st. o špiljama su pisali D. Franić, D. Hirc, I. Krajač i J. Poljak, a kasnije i mnogi drugi. Nitko od ovih prvih pisaca nije spomenuo da je Odbor radio išta drugo osim da je uredio Baraćeve špilje i održavao ih, ali samo nekoliko godina. Nema objavljenih podataka iz tog doba da su članovi odbora istraživali ove i druge špilje. Taj je Odbor, dakle, bio drugi po redu (iza onog u Perušiću), osnovan za uređenje špilja. Ako se bavljenje speleolgijom smatra uređenje Baraćevih špilja, onda se i uređenje špilje Samograd smatra bavljenje speleologijom. Odbor u Perušiću bio je prema tome prva udruga u Hrvatskoj koja se bavila speleologijom.
Prva udruga, koja se u Hrvatskoj počela sustavno baviti istraživanjem špilja – speleologijom, bilo je Planinsko-turističko društvo «Luburnija», osnovano u Zadru potkraj 1899. godine. Već od 1900. članovi društva istraživali su špilje u okolici Zadra, po otocima, Velebitu i Mosoru, čak su 1903. organizirali i prvu speleološku ekspediciju po okolnim otocima. Tek 1908. oni su na godišnjoj skupštini osnovali poseban «Odbor za istraživanje špilja». Taj je Odbor prva udruga, po nazivu, u Hrvatskoj osnovana za speleološka istraživanja. Odbor istog naziva tj. «Odbor za istraživanje špilja» osnovan je dvije godine poslije (1910.), u Geološkom povjerenstvu Kraljevine Hrvatske i Slavonije u Zagrebu, a još godina dana kasnije (1911.) «Špiljarski odio» na Velikoj Realki u Splitu. Udruge u Zadru i Splitu bile su amaterske, a udruga u Zagrebu bila je profesionalna. Sve tri udruge prestale su s radom za vrijeme I. svjetskog rata.
Nakon osnivanja ovih udruga može se spomenuti osnivanje «Sekcije za istraživanje krških pojava» u HPD podružnici Split 1927. godine, koja se smatra pretečom Speleološke sekcije, odnosno današnjeg Speleološkog odsjeka HPD «Mosor « u Splitu, 1933. Speleološku sekciju u HPD podružnici u Dubrovniku (nije radila ni godinu dana – rad nepoznat) i Speleološka grupa u PD «Prijatelj prirode» 1940., također je aktivna bila manje od godinu dana zbog rata).
II svjetski rat prekinuo je u Hrvatskoj speleološku djelatnost. Ipak, u Zagrebu je u tijeku rata, 1943. u Salezijanskom samostanu osnovan Špiljsko-pećinsko-ponorski odsjek HPD podružnice Zagreb, koji se zbog ratnih (ne)prilika ubrzo raspao. Po završetku rata speleološka djelatnost je obnovljena. Pojedinci i grupe ljudi, odlazili su na istraživanja. Zagrepčani su istraživali špilju Veternicu, a nekolicina geologa iz tadašnjeg Geološkog zavoda, istraživali su od 1947. područja na kojima je trebalo graditi akumulaciona jezera za buduće hidroelektrane (Josip Poljak, Milan Herak), ali o njihovom speleološkom radu nema objavljenih podataka. Prva speleološka udruga, osnovana poslije II. svjetskog rata u Hrvatskoj, bila je Speleološka sekcija u Planinarskom društvu «Zagreb» u Zagrebu. Osnovali su je planinari, članovi tek osnovanog PD «Zagreb» (1948.) 15. listopada 1949.
Geolog Josip Poljak je 1922. doktorirao s temom «Pećine hrvatskog krša» i to je prva disertacija s temom vezanom uz speleologiju. Geolog Mirko Malez 1963. doktorirao je s temom «Stratigrafsko i paleontološko proučavanje diluvijalnog nalazišta u pećini Veternici (Medvednica», geolog Srećko Božičević 1985. s temom «Morfogeneza speleoloških objekata Istre i njihova zavisnost o geološkim i hidrološkim uvjetima», a geolog Mladen Garašić 1986. s temom «Hidrogeologija i morfogeneza speleoloških objekata u kršu Hrvatske». Ti su geolozi imali teme vezane uz speleologiju, a postali su doktori geološke znanosti. U Hrvatskoj ima još doktora znanosti čije su disertacije bile vezane uz speleološku djelatnost, posebice biolozi i geografi - Beatrica Đulić, Nikola Tvrtković, Danijela Hamidović, Nenad Buzjak, Neven Bočić. Članovi speleoloških odsjeka i udruga izradili su veći broj diplomskih radova vezanih uz speleologiju.
1949. godine osnovana je Špiljarska sekcija u Planinarskom društvu Zagreb, inače prvog planinarskog društva osnovanog nakon 2. svjetskog rata u Hrvatskoj (opaska: Tek 1948. godine donesena je odluka tadanjeg "Fiskulturnog saveza" da se mogu osnovati "stručna društva". Za tu "spasonosnu slamku", kako se izrazio tada jedan planinar, prihvatila se skupina starijih, uglavnom predratnih članova HPD-a pa je za 20. svibnja 1949. sazvana osnivačka skupština i tako je osnovano prvo poslijeratno planinarsko društvo "Zagreb"), te nakon toga osnivaju se špiljarske, a kasnije nazvane speleološke sekcije (odsjeci) i u još nekim planinarskim društvima. Početkom 1950. godine osniva se prvo Geološka zbirka, a 1955. Geološko-paleontološka zbirka i Laboratorij za Krš unutar tadašnjeg JAZU (danas HAZU) u kojemu je bio aktivan akademik Marijan Salopek i kasnije akademik Mirko Malez. Još 1948. godine pokrenuta je speleološka aktivnost u tadašnjem Geološkom zavodu, današnjem Hrvatskom geološkom institutu, kada je to bilo neophodno prilikom prikupljanja geoloških podataka za izgradnju prvih poslijeratnih hidroenergetskih objekata u našemu kršu (aktivni su bili dr. Josip Poljak, kasnije akademik Milan Herak, i dr.sc. Srećko Božičević). Od sedamdesetih godina 20. stoljeća osnivaju se zasebna speleološka društva prvo u Istri, a zatim i u drugim dijelovima Hrvatske.
Nakon osnutka Speleološke sekcije u PD «Zagreb» od 1950. osnovane su speleološke sekcije i u drugim planinarskim društvima, najprije u PD «Željezničar» 4. svibnja 1950. Vladimir Redenšek postao je 1952. referent za špiljarstvo u Planinarskom savezu Hrvatske (danas Hrvatski planinarski savez), a 1954. pročelnik Komisije za špljarstvo u PSH. God 1956. u PSH je osnovana Komisija za speleologiju, čiji je pročelnik postao Slavko Marjanac. Tada je i naziv «speleološka sekcija» zamijenjen u «speleološki odsjek». Rad SS/SO-a i KS PSH (od 1991. KS HPS) može se pratiti u planinarskim i speleološkim publikacijama, kao i na Internetu.
Suradnja SO-a i KS PSH s državnim institucijama i Speleološkim društvom Hrvatske (SDH), odvijala se nekad s više a nekad s manje uspjeha. Rad Speleološkog društva Hrvatske (SDH), osnovanog 1954., bio je u prvo vrijeme jako vezan uz SO-e iz jednostavnog razloga što su ovi raspolagali tada s modernom speleološkom opremom i potrebnim znanjima za obavljanje speleološke djelatnosti. U izvještaju o radu SDH za prvih 10 godina, objavljen 1965. anonimnih autora pod nazivom «Prvi decenij rada 1954-1964», navodi se da su među članovima tadašnji istaknuti geolozi (J. PoljaK, J. Ogulinac; I. Crnolatac) geografi (J.Roglić, V. Blašković) i dr. za koje se u publikaciji navodi da su obavljali razne radove vezane uz speleološku djelatnost, ali o tim radovima nigdje nema objavljenih podataka, pa njihova tadašnja speleološka djelatnost ostaje do daljnjega nepoznata.
U izvještajima u radu za 1954-1957. godinu u navedenoj publikaciji navode se sve djelatnost koje su obavljali pojedinci u državnim ustanovama, a također i sva djelatnost SO-a i KS PSH, kao da su to djelatnosti SDH, što nije ispravno, jer je SDH te radove samo registriralo, ali ih nije ni organiziralo niti sprovodilo. U 1958., 1959, 1960. i 1961. SDH je bilo organizator velikih regionalnih speleoloških istraživanja za potrebe ondašnje vojske. Vođa istrživanja je bio geograf Ivo Baučić, tada tajnik SDH i član Speleološke sekcije Geografskog instituta PMF-a (SSGI) u Zagrebu. Osim ovih radova za vojsku SDH je 1958. uspješno organiziralo II. jugoslavenski speleološki kongres u Splitu, a 1959. (a ne 1957. kako piše u spomenutoj publikaciji) veliko istraživanje ponora Gotovž u Klani za potrebe Hidrometeorološkog instituta u Zagtrebu. Da bi SDH mogao obaviti navedene radove morao je imati opremu i ljude, a to je dobio učlanjenjem pojedinaca iz SSGI i SO-a u SDH. Naime, da bi SDH mogao isplaćivati dnevnice ljudima koji su radili na terenu, bio je uvjet da osoba bude član SDH. SDH je osnovano kao samostalno društvo kojemu su članovi bili pojedinci, neki iz državnih ustanova, a neki iz SSGI i SO-a, ali to nisu bili predstavnici svojih udruga. U tom je razdoblju (1958-1961.) SDH zbog toga imao mnogo članova, ali se nakon tih radova broj članova drastično smanjio. Jedan od razloga je taj da više nije bilo radova koji se plaćaju, a drugi je bilo nezadovoljstvo većine članova (iz SO-a) usmenim izvještajem 1962. o obavljenim radovima, posebno financijski izvještajem, i njihovim demonstrativnim ispisom iz članstva. SDH je u daljim godinama svoj rad i dalje prikazivao kao cjelopni speleološki rad u Hrvatskoj, iako SDH taj rad nije ni organizirao niti provodio. Državne ustanove, a to je bio samo JAZU (Mirko Malez) i Geološki zavod ili poslije Geološki institut (Srećko Božičević), su za obavljanje speleoloških istraživanja koristile opremu i ljude iz SO-a, (SSGI više nije bila aktivna). Rad SDH održavalo je svega nekoliko pojedinaca. Boravak engleskih speleologa u Hrvatskoj, 1961, te 1964. i 1966. radi istraživanja jame Balinke, prikazan je kao djelatnost SDH, a u stvari se sveo na jednog pojedinca (geografa Zlatka Pepeonika), kojemu su se 1966. pridružili još Ivo Baučić, Srećko Božičević i Mladen Noršić.
Rad SDH moguće je pratiti putem objavljenih izvještaja. Prvi izvještaj o radu SDH objavio je dr. Josip Roglić 1958., kao tadašnji predsjednik SDH, na II. jugoslavenskom speleološkom kongresu u Splitu i u njemu cjelokupni speleološki rad u Hrvatskoj prikazao kao rad SDH. Naglašeno je istraživanje jame Čudinke (izveli su članovi SO PD «Željezničar» pomoću svog speleološkog vitla), prikazan je rad SO PD «Zagreb», «Željezničar» i «Velebit», rad Speleološke sekcije «Vladimir Nazor» gimnazije u Splitu, časopis «Speleolog», a također i sva djelatnosti JAZU i Geološkog zavoda u Zagrebu, sve kao djelatnost SDH.
Na III, jugoslavenskom speleološkom kongresu u Sarajevu 1962. izvještaj je podnio tadašnji predsjednik dr. Vladimir Blašković i dobro opisao organizacijski rad SDH, a to su velika regionalna spelološka istraživanja (1958. – 1961.) i 1959. istraživanje ponora Gotovž (sve vodio geograf Ivo Baučić, član Speleološke sekcije Geografskog instituta PMF-a), ali također i zasebne djelatnosti JAZU i GZ, kao i djelatnosti Speleoloških odsjeka Planinarskih druđtava. Sve to kao djelatnost SDH. 1965. objavljena je spomenuta knjižica «Prvi decenij rada 1954. – 1864.).
Sljedeći izvještaj je objavio u Postojni Srećko Božičević, tajnik SDH, u Biltenu saveza speleologa Jugoslavije, br. 2, 1973., za razdoblje 1968-1973. Napisao je da «situacija nije laka jer društvo nema ni svoje prostorije niti financijska sredstva». Prikazan je rad JAZU i IGI, te SO-a i KS PSH, detaljno po godinama, dok se rad SDH i ne spominje.
Isti autor je 1976. u istom Biltenu u Postojni objavio «Aktivnost speleologa Hrvatske 1972-1975» i pravilno prikazao rad SO-a, SD «Istra» te JAZU i IG I, a za SDH je napisao da «više nije aktivan kao prije» pa o njegovom radu nije napisano ništa. Na 8. jugoslavenskom speleološkom kongrasu na Borskom jezeru 1980., objavljen je izvještaj o radu SDH, podnio ga opet Srećko Božičević i dao realno stanje speleološke djelatnosti u Hrvatskoj. On je posebno prikazao rad JAZU, IGI, SO-a, SD-a i posebno SDH. Vidljivo je da je rad SDH zanemariv u usporedbi s drugim udrugama.
Međutim, već na 9. jugoslavenskom speleološkom kongresu, održanom 1984. u Karlovcu, Srećko Božičević je dao prikaz 30-godišnjeg rada SDH u kojem je opet cjelokupna speleološka djelatnost u Hrvatskoj prikazana kao rad SDH. Napokon, anonimni autor je u Biltenu saveza speleologa BiH «SPELEOBiH», br. 1-2/1989., gdje su objavljeni izvještaji s Desetog jugoslavenskog speleološkog kongresa održanog 1988. u Sarajevu, dao pravu sliku članstva i rada SDH. U Izvještaju o radu SDH napisao je: «SDH ujedinjuje rad svojih članova – znanstvenih radnika s titulom dipl. inženjera, magistra, doktora nauka i akademika». Dakle to su bili članovi SDH pa je trebalo pisati o njihovom radu. Međurim, u izvještaju je opet prikazan cjelokupni speleološki rad u Hrvatskoj uključujući i državne institucije (rad njihovih članova prikazan je kao rad SDH), rad SD «Istra», SD «Proteus», DISKF, a najopširnije rad SO-a. Akademik Mirko Malez objavio je u prvom broju časopisa «Speleologia croatica» članak «Osamdeset godina organiziranog speleološkog istraživanja u Hrvatskoj» i napisao da organizirano speleološko istraživanje u Hrvatskoj počinje tek s osnivanjem «Odbora za istraživanje špilja» u Geološkom povjerenstvu kraljevine Hrvatske i Slavonije 1910. U članku se djelatnost planinarskih sekcija, odsjeka kao i KS PSH, kao i samostalnih SD-a uopće ne spominje, kao da ne postoje. Začuđuje da se za drugu polovicu 20 st. spominju samo državne ustanove i neka poduzeća koji se jednim svojim dijelom bave i speleološkim istraživanjima i nitko drugi.
SDH je 1991. promijenio naziv u Hrvatsko speleološko društvo (HSD), a 1993. registrirana je u Međunarodnoj speleološkoj uniji (UIS). SDH je 1998. prestalo s radom, a osnovan je Hrvatski speleološki savez (HSS), koji se proglasio za nasljednika i Odbora za uređenje Baraćevih špilja i za nasljednika SDH./ HSD-a.
Danas u Hrvatskoj djeluje četrdesetak udruga bilo kao speleološka društva pod okriljem Hrvatskog speleološkog saveza (HSS) ili Hrvatskog planinarskog saveza - Komisije za speleologiju.
Hrvatska je u svijetu poznata po dubokim jamama. 1957. godine je istražena jama Čudinka duboka 203 m. Godine 1959. Speleološko društvo Hrvatske (SDH) organiziralo je veliku ekspediciju u Ponor Gotovž kod Klane kada su se članovi ekspedicije spustili preko 300 metara dubine. Pri toj ekspediciji srećom su sudionici izbjegli poplavljivanje naglim nadolaskom vode, ali je cjelokupna speleološka oprema odnesena podzemnom bujicom i izgubljena za hrvatske speleologe. To je tada bio veliki materijalni gubitak, ali je najvažnije bilo da nitko od sudionika te speleološke ekspedicije nije nastradao. Tijekom 1959, 1960 i 1961. godine na otoku Braču je u organizaciji SDH od ukupno dvjestotinjak jama istraženo i desetak jama dubljih od 200 metara, godine 1961. je na južnom Velebitu organiziran je speleološki logor gdje je istražena 195 m duboka jama Vrtlina. SDH je 1964. i 1966. godine zajedno s britanskim speleolozima organizirao speleološku ekspediciju u jamu Balinku u Lici duboku 283 metra, što je predstavljalo i najznačajniju ekspediciju koju su dotad izveli speleolozi iz Velike Britanije, a to i danas s ponosom ističu. Na speleološkoj ekspediciji 1975. godine na jami Puhaljki spušta se do dubine 318 metara. U ponoru Bunovac se 1977. godine dostiže se dubina 534 metara što ga čini prvom jamom dubljom od 500 metara u Hrvatskoj. U osamdesetim godinama istražuje se niz dubokih jama na Biokovu.
Ekspedicije u Lukinu jamu u NP Sjeverni Velebit organizirala je Komisija za speleologiju Hrvatskog planinarskog saveza od 1993-1995. godine. Jamski sustav Lukina jama-Trojama istražen je do dubine 1392 m što ga je u trenutku istraživanja svrstalo na 9. mjesto na listi najdubljih jama na svijetu, a i danas je najdublja jama u Hrvatskoj. Na dubini 1349 m Zoran Stipetić-Patak i Teo Barišić preronili su 1994. godine 57 m dug i 6 m dubok sifon u tada uronu na najvećoj dubini u jami na svijetu.
U 1324 metara dubokoj Slovačkoj jami na Sjevernom Velebitu istraživalo se od 1995. do 2002. godine, te 2017. i 2018. U 788 m dubokoj jami Amfori na Biokovu od 1998. do 2002. godine, a godine 2003. otkrivena je u NP Sjeverni Velebit jama Velebita, treća jama dublja od 1000 m u Hrvatskoj, koja je istražena do dubine 1026 m, a istraživanja još traju. U Velebiti je pronađena vertikala duboka 513 metara (koja je po podacima 2007. godine najdublja podzemna vertikala na svijetu). Do 2008. godine u Hrvatskoj je istraženo 14 jama dubljih od 500 metara.
Najveći broj dubokih jama nalazi se na planini Velebit. Najdulji hrvatski objekt je 52,3 km dugačak Jamski sustav Crnopac, nalazi se na Crnopcu (jugoistočni Velebit). To je najveće istraživanje u povijesti naše speleologije. Provode ga članovi SO sv. Mihovil, uz pomoć drugih društava. Od špilja s najvećim podzemnim prostorima izdvajaju se speleološki objekti na Crnopcu, Munižaba s volumenom 1,8 milijuna m3, Burinka s 1,1 milijun m3, Kita Gaćešina s 0,8 milijuna m3.
O okviru rada KS HPS i njenih članica, prva ekspedicija u inozemstvo organizirana je 1982. godine u 1160 m duboku jamu Berger u Francuskoj, a slijedile su ekspedicije u Maroko 1983., u Tursku 1985., Picos de Europa u Španjolskoj 1986. i 1995., u Kinu 1989., u Austriju 1990., u Južnu Ameriku 1995., u Meksiko 1997., 1999., 2004., na Madagaskar 2001., u Laos 2002., u jamu Jean Bernard u Francuskoj 2002 i 2003., na Kubu 2004/2005.
Hrvatski speleološki savez (osnovan 2.travnja 1954. godine tada pod imenom Speleološko društvo Hrvatske) ili njene članice u svojoj su dugogodišnjoj aktivnosti organizirali brojna speleološka istraživanja i ekspedicije kod nas i u svijetu. Na primjer istraživanja brojnih speleoloških objekata na otocima Braču, Hvaru, Korčuli, poluotoku Pelješcu te u području Like i Gorskog kotara (tadašnji listovi topografskih karata Ogulin 1,2,3,4; Senj 1,2,3,4; Gospić 1,2,3,4), zatim istraživanja područja Istre, Gorskog kotara, Ćićarije (oko 500 speleoloških objekata), te u jadranskom obalnom području. U razdoblju od 1954. do 1970. ukupno je obrađeno i registrirano 3820 speleoloških objekata (Institut za geološka istraživanja), do 1986. godine 5263 objekata (M. Garašić), a danas ih je u Hrvatskoj zajedno sa svim sustavno obrađenim kavernama (preko 950 kaverni), tj. speleoloških objekta bez prirodnih ulaza s površine objekata poznato preko 11.500, što je značajno u odnosu na veličinu Hrvatske i broj speleologa koji u njoj djeluju.
Preko Hrvatskog speleološkog saveza, speleolozi iz Hrvatske su i članovi Međunarodne speleološke unije, a uspješno su realizirali i dobili dozvole za zajedničke speleološke ekspedicije diljem svijeta (gotovo sve zemlje Europe, SAD, Kanada, Meksiko, Kuba, Jamajka, Puerto Rico, Dominikanska Republika, Bermuda, Venezuela, Bolivija, Peru, Brazil, Argentina, Kolumbija, Čile, Ukrajina, Moldavija, Turska, Cipar, Malta, Rusija, Gruzija, Libanon, Sirija, Jordan, Iran, Egipat, Tunis, Libija, Alžir, Maroko, Nigerija, Namibija, Južna Afrika, Madagaskar, Etiopija, Tanzanija, Kongo, Mauricijus, Oman, Saudijska Arabija, Jemen, Pakistan, Afganistan, Indija, Sri Lanka, Nepal, Kina, Laos, Vijetnam, Tajland, Južna Koreja, Indonezija, Malezija, Nova Gvineja, Australija,...). HSS je 1998. godine uspešno organizirao veliku međunarodnu speleoronilačku ekspediciju u Crveno jezero kada je precizno izmjerena visinska razlika od 528 metara, a dubina jezera od čak 281 metar. Naredne godine se započelo s ronjenjima u izvorima rijeke Gacke koja su dala dotad nepredvidive rezultate o dubini i dužini izvora krških rijeka u Hrvatskoj.

## Vanjske poveznice
- Hrvatski speleološki poslužitelj
- Speleogenesis  Arhivirana inačica izvorne stranice od 9. veljače 2010. (Wayback Machine)
- Karst information portal  Arhivirana inačica izvorne stranice od 5. kolovoza 2008. (Wayback Machine)
- Hrvatski speleološki savez
- Komisija za speleologiju Hrvatskog planinarskog saveza
- Hrvatsko biospeleološko društvo
- Union Internationale de Speleologie - UIS
- Fédération spéléologique européenne - FSE  Arhivirana inačica izvorne stranice od 14. srpnja 2009. (Wayback Machine)